# Gañarul
Gañarul es un despoblado medieval situado en el actual término municipal de Agón, en la comarca de la Campo de Borja, en la provincia de Zaragoza, España.
Se encuentra situado a orilla del río Huecha, cerca de Magallón y Bisimbre, y en su día perteneció en señorío al Condado de Contamina. Se conoce que en su momento existió un castillo donde hoy en día se encuentra ubicada la ermita de Gañarul. También quedan restos del palacio del señor, en estado de ruina total aunque aún conserva el cercado del jardín con encina centenaria en su interior. Todo el conjunto fue expoliado en la década de los 60 y en la actualidad se encuentra en un proceso de ruina progresiva e inexorable.